# Cartier de iernat

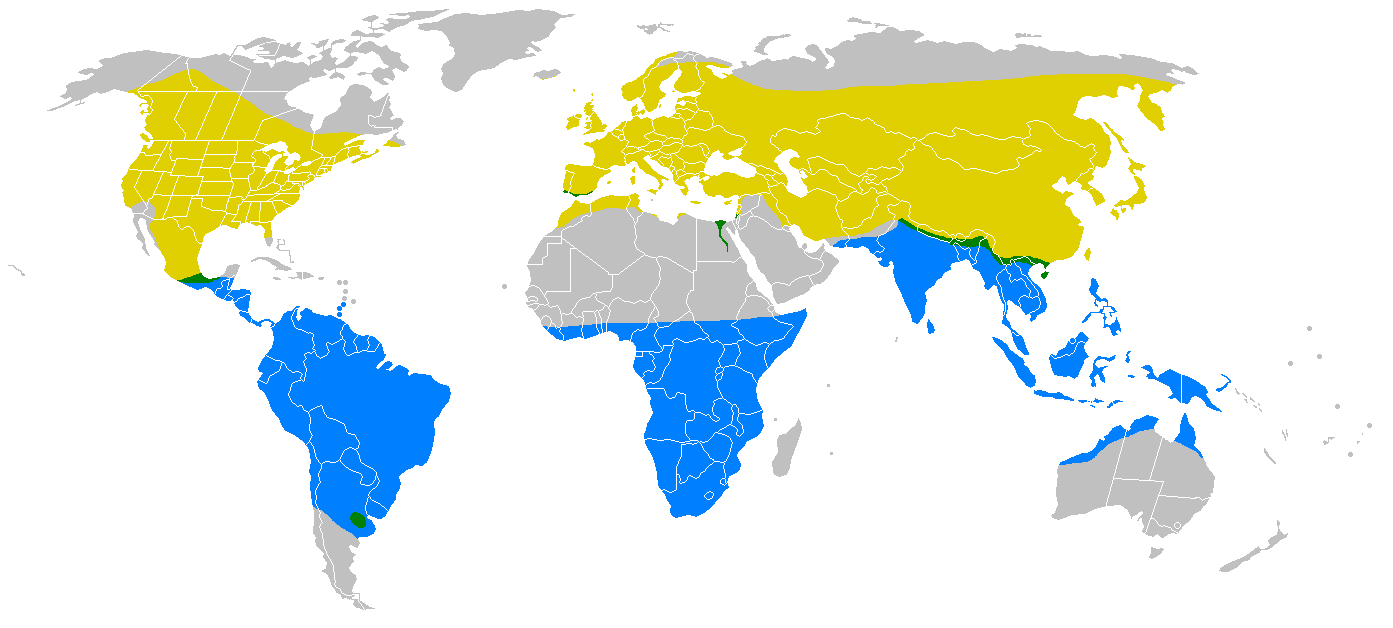
Arealul rândunicii

Cartierele de iernat sau cartierele de iernare, cartierele de iarnă (en. winter range, non-breeding range, winter quarters, wintering quarters, non-breeding quarters) sunt ținuturile mai calde, cu hrană abundentă în care își petrec iarna pasările călătoare sau migratoare.  De ex. rândunică (Hirundo rustica) toamna migrează în locurile de iernare din Africa de sud, barza alba (Ciconia ciconia) iernează în Africa estică și de sud, cucul (Cuculus canorus) pleacă toamna în Africa tropicală, pentru a ierna în cartierele de iarnă de aici.